# Alois Weber (général)
Pour les articles homonymes, voir Alois Weber et Weber.
Alois Weber, né le 26 juillet 1903 à Kastl et mort le 19 juin 1976 à Freising, est un Generalmajor allemand de la Heer (armée de Terre) dans la Wehrmacht pendant la Seconde Guerre mondiale.
Il a été décoré de la croix de chevalier de la croix de fer avec feuilles de chêne. La croix de chevalier de la croix de fer et son grade supérieur les feuilles de chêne sont attribués pour récompenser un acte d'une extrême bravoure sur le champ de bataille ou un commandement militaire avec succès.

## Décorations
- Croix de fer (1939)
  - 2e classe (28 septembre 1939)
  - 1re classe (28 novembre 1939)
- Insigne des blessés (1939)
  - en noir
- Insigne de combat d'infanterie
  - en argent
- Insigne de combat rapproché
  - en bronze
- Croix de chevalier de la croix de fer avec feuilles de chêne
  - Croix de chevalier le 26 novembre 1941 en tant que Major et commandant du I./Infanterie-Regiment 19[1]
  - 579e feuilles de chêne le 10 septembre 1944 en tant que Oberst et commandant du Grenadier-Regiment 61[2]
- Mentionné dans le bulletin radiophonique Wehrmachtbericht (30 août 1944)